# Article 21 de la constitution italienne
L'article 21 de la constitution italienne est inclus dans la Première partie « Droits et devoirs des citoyens » au Titre premier « Rapports civils » et consacre la liberté de la presse et la liberté d'opinion. En dépit des nombreuses modifications de la Constitution de 1947, cet article n'a jamais été révisé.
Cet article est si connu que, l'expression « article 21 » est, dans la langue italienne, devenue synonyme de « liberté d'expression et d'information ». 
Le phénomène s'est accentué depuis qu'un groupe de journalistes et d'hommes politiques italiens ont créé l'association Articolo 21, liberi di..., dans les congrès de laquelle ont joué un rôle important des personnalités de la réputation d'Enzo Biagi ou de Romano Prodi. L'association joue un rôle important comme interlocuteur des institutions.
De façon analogue, l'expression premier amendement est, dans le monde anglophone, synonyme de liberté d'expression. Par contre, par coïncidence, l'article 21 de la Constitution suisse traite de la "liberté de l'art". Aussi en Suisse, l'expression article 21 n'a pas pris la valeur de liberté de presse, mais de liberté d'expression artistique.

## Texte de l'article 21
| Version consolidée en italien | Traduction sur le site du Sénat |
| --- | --- |
| Tutti hanno diritto di manifestare liberamente il proprio pensiero con la parola, lo scritto e ogni altro mezzo di diffusione. La stampa non può essere soggetta ad autorizzazioni o censure. Si può procedere a sequestro soltanto per atto motivato dell’autorità giudiziaria nel caso di delitti, per i quali la legge sulla stampa espressamente lo autorizzi, o nel caso di violazione delle norme che la legge stessa prescriva per l’indicazione dei responsabili. In tali casi, quando vi sia assoluta urgenza e non sia possibile il tempestivo intervento dell’autorità giudiziaria, il sequestro della stampa periodica può essere eseguito da ufficiali di polizia giudiziaria, che devono immediatamente, e non mai oltre ventiquattro ore, fare denunzia all’autorità giudiziaria. Se questa non lo convalida nelle ventiquattro ore successive, il sequestro s’intende revocato e privo d’ogni effetto. La legge può stabilire, con norme di carattere generale, che siano resi noti i mezzi di finanziamento della stampa periodica. Sono vietate le pubblicazioni a stampa, gli spettacoli e tutte le altre manifestazioni contrarie al buon costume. La legge stabilisce provvedimenti adeguati a prevenire e a reprimere le violazioni. | Tout individu a le droit de manifester librement sa pensée par la parole, par l’écrit et par tout autre moyen de diffusion. La presse ne peut être soumise à des autorisations ou à des censures. Il ne peut être procédé à une saisie que par un acte motivé de l’autorité judiciaire en cas de délits ou de crimes, pour lesquels la loi sur la presse l’autorise expressément, ou en cas de violation des règles que la loi elle-même prescrit pour l’indication des responsables. Dans ces cas, lorsque l’urgence est absolue et que l’intervention de l’autorité judiciaire ne peut avoir lieu en temps utile, la saisie de la presse périodique peut être effectuée par des officiers de police judiciaire, qui doivent immédiatement, et au plus tard dans les vingt-quatre heures, en avertir l’autorité judiciaire. Si celle-ci ne confirme pas la saisie dans les vingt-quatre heures qui suivent, la saisie est considérée comme révoquée et privée de tout effet. La loi peut établir, par des règles de caractère général, que les moyens de financement de la presse périodique soient rendus publics. Sont interdits les imprimés, les spectacles et toutes les autres manifestations contraires aux bonnes mœurs. La loi fixe les mesures aptes à prévenir et à réprimer les violations. |

## Genèse historique
Au moment particulier où l'Assemblée constituante a délibéré, à l'issue de deux décennies au cours desquelles la liberté politique a été réprimée, une grande majorité des constituants avaient poussé, dans une vaste entente entre les forces progressistes et modérées, à identifier dans la liberté de la presse l'un des pivots du nouvel État démocratique. Les seules réserves émises concernaient le contrôle des manifestations contraires aux bonnes mœurs.
Cependant, la tendance dominante considérait l'expression au sens strict de la liberté de produire, sans censure préalable, les seuls textes de la presse. Cinq alinéas sont donc entièrement consacrés à ce problème, mais le premier, bref dans son expression littérale, établit de manière plus large et ouverte à tous, la liberté d'exprimer son opinion, pas seulement en paroles ou par écrit, mais aussi par tout autre moyen de diffusion.

## Liberté d'«affichage»
La première audience et la première décision de la Cour constitutionnelle italienne ont été consacrées à la question de l'article 113 du « Texte unique de Sécurité publique » (TULPS) qui subordonnait à l'autorisation de l'autorité de police l'affichage des manifestes. La présidence du Conseil des ministres, représentée et défendue par l'avocat général de l'État, avait soutenu, à titre principal, que : au regard de la législation antérieure à la Constitution, il n'y a pas lieu à un jugement de légitimité constitutionnelle, parce que les normes didactiques de la Constitution emportent l'abrogation des lois antérieures qui seraient incompatibles avec celle-ci et la déclaration relative est de la compétence exclusive des tribunaux ordinaires ; tandis que les règles constitutionnelles de caractère programmatique n'emportent défaut de légitimité d'aucune des lois en vigueur antérieurement à la Constitution.
D'après la lecture de cette approche qui fait autorité, le premier alinéa de l'article 21 n'aurait eu qu'un caractère programmatique : c'est une exhortation au Législateur, sans incidence directe sur les citoyens. Seule la partie relative à la presse aurait eu un caractère obligatoire, mais, sur la base de la discipline de la succession des lois, c'est à la magistrature ordinaire qu'aurait incombé la tâche de déterminer quelles parties de la législation antérieure à l'adoption de la Constitution devaient être considérées comme abrogées.
La Cour constitutionnelle, présidée par Enrico De Nicola, a soutenu sa compétence, même pour la constitutionnalité des lois antérieures à l'adoption de la Constitution, et en déclarant l'inconstitutionnalité de l'article 113 du TULPS (Texte unique des lois sur la sécurité publique) comme contraire au texte de l'article 21 de la Constitution, elle a entamé un travail de modernisation de la réglementation de l'État qui avait été héritée de l'histoire de l'État libéral et des deux décennies de régime fasciste.
À cet instant historique, en effet, l'article 113 des lois sur la sécurité publique constituait une partie importante du contrôle de l'autorité de l'État sur les manifestations de la liberté d'opinion : la presse périodique avait le contrôle de la responsabilisation des directeurs « responsables », l'édition par les obstacles que constituaient les coûts et les mécanismes de distribution, la radio et ensuite la télévision du monopole d'État à travers la RAI. Les oppositions avaient trouvé dans les manifestes muraux un espace d'expression des idées, sur lequel, précisément, l'autorité administrative voulait exercer un contrôle préventif.

## Exigences relatives à la direction d'un périodique
La Cour constitutionnelle a déclaré inconstitutionnelle la règle qui prescrivait l'inscription à la section « journalistes » dans le Tableau relatif, considérant en revanche suffisante l'inscription au Tableau des publicistes.

## L'article 21 et la «liberté d'antenne»
Sur la base de cette vision restrictive du droit d'exprimer librement ses opinions, une grande partie des forces politiques a toujours trouvé des raisons de restreindre la liberté d'expression, justifiant la présence d'un monopole RAI de la télévision et de la radio, fondée sur le fait que les fréquences disponibles sont en nombre limité.
La Cour constitutionnelle a dans un premier temps (1960) suivi cette orientation, mais par deux décisions de 1974 et 1976, elle a en revanche vraiment fait de l'article 21 de la Constitution la base d'un droit plus large, non seulement pour l'expression des opinions dans la presse écrite, mais aussi dans tous les autres moyens de diffusion.
La clé juridique pour renverser l'attitude précédente fut trouvée dans la constatation qu'on ne pouvait pas, à l'égard de la télévision par câble, qui par sa technologie n'est pas concernée par les fréquences sur les ondes, invoquer ces limitations des ressources disponibles, présentées comme le fondement de la légitimité du monopole d'État.
Trente ans après ces événements, c'est le même ministre Paolo Gentiloni dans un message vidéo enregistré à l'occasion des 35 ans de Telebiella qui soulignait l'importance de ces deux arrêts, non seulement pour la liberté de presse, mais aussi dans la vie politique italienne.

## L'article 21 et Internet
La loi du 7 mars 2001, no 62, nouvelles dispositions légales concernant l'édition et la publication, dispose que le « produit éditorial », aux fins de la présente loi, désigne le produit réalisé sur support papier, y compris les livres, ou sur support informatique, destiné à la publication, ou, de toute façon, à la diffusion d'informations au public par tout moyen, y compris de diffusion électronique, ou par la radio ou la télévision, à l'exclusion des produits discographiques ou cinématographiques.
S'en tenant à la lettre de cette règle, un courant d'interprétation, auquel, selon La Repubblica, adhérait également le sous-secrétaire Vannino Chiti, considérait que le monde du web serait pleinement entré dans la norme en vertu d'une conception large de ce qu'est un « journal en ligne », avec la conséquence importante que chaque site aurait dû avoir un « directeur » inscrit au Tableau des journalistes ou des publicistes.
Cette position a été reprise par la suite, y compris dans les milieux journalistiques, mais un fort courant d'opinion a soutenu que cette interprétation de la nouvelle loi violait l'article 21 de la Constitution. Une intervention décisive est venue d'un proposant, le député Giuseppe Giulietti, par ailleurs président de l'association Articolo 21, jusqu'à ce que le sous-secrétaire Chiti, précise ses déclarations initiales et indique les limites précises de la loi : aucun site qui n'aurait déjà eu auparavant l'obligation d'être considéré comme un « titre de journal » n'aurait subi une aggravation des formalités d'enregistrement ou de contrôle.

## L'intérêt général à l'information
Par une décision no 105 du 15 juin 1972, la Cour constitutionnelle a statué qu'« il existe un intérêt général à l'information - protégé indirectement par l'article 21 de la Constitution - et cet intérêt implique, dans un régime de libre démocratie, la pluralité des sources d'information, le libre accès à celles-ci, l'absence d'obstacles légaux injustifiés, même temporairement, à la circulation des informations et des idées. "
En application de cette décision à 21 ans de distance, le décret législatif no 68, du 9 avril 2003, pris en application de la directive européenne 2001/29/CE sur l'harmonisation de certains aspects du droit d'auteur et droits connexes dans la société de l'information, d'importantes innovations ont été introduites dans le corps de la loi no 633/1941 sur les droits d'auteur : deux amendements concernent le droit de rendre compte et de critiquer, garanti précisément par l'article 21 de la Constitution.
En particulier, avec le nouvel article 65 : « La reproduction ou la communication au public d'œuvres ou de matériaux protégées utilisés à l'occasion d'événements d'actualité est autorisée aux fins de l'exercice du droit de rendre compte et dans les limites des fins d'information, à condition soit indiquée, sauf si cela est impossible, la source, y compris le nom de l'auteur, s'il est indiqué.
En outre, l'article 70 disait dans sa version originale : « Le résumé, la citation ou la reproduction de morceaux ou de parties d'œuvres à des fins de critique, de discussion ou d'éducation, sont libres dans la mesure justifiée par ces fins et à condition qu'ils ne constituent pas une concurrence à l'exploitation économique de l'œuvre.Dans des anthologies à usage scolaire, la reproduction ne peut excéder la mesure déterminée par le règlement qui fixera les règles pour la détermination d'une rémunération équitable. Le résumé, la citation ou la reproduction doivent toujours être accompagnés de la mention du titre, du nom de l'auteur, de l'éditeur et, s'il s'agit d'une traduction, du traducteur, pour autant que ces indications figurent sur l'œuvre reproduite ».
Le nouveau texte indique : Le résumé, la citation ou la reproduction de morceaux ou de parties d'œuvres et leur communication au public sont gratuites s'ils sont faits à l'usage de critique ou de discussion, dans la mesure justifiée par de telles fins et à condition qu'ils ne constituent pas une concurrence à l'exploitation économique de l'œuvre ; s'ils sont destinés à l'enseignement ou à la recherche scientifique, leur utilisation doit en outre se faire à des fins d'illustration et à des fins non commerciales. Il y a deux nouveautés : l'introduction de l'expression « communication publique » qui inclut l'utilisation de tous les moyens de communication, tant ceux existant en 1941 (journaux et radios) que ceux introduits par la suite (TV et web).

## Le décret Urbani
Lors de l'adoption du décret Urbani concernant la lutte contre le piratage informatique avait été soulevée la question que l'étendue de la réglementation conduisait à affecter les principes prévus à l'article 21 de la Constitution. Lors de la conversion du décret-loi, les oppositions ont retiré les amendements présentés face à l'engagement du gouvernement de réviser ultérieurement la réglementation. La fin de la législature est intervenue avant la réalisation de cette promesse.
La question a également été reprise à l'occasion du débat qui a opposé le Parlement européen et la Commission européenne sur le sujet du droit d'auteur et en Italie le débat politique a été celui du « Décret Urbani », avec la promesse, toujours en attente, d'une révision dans un sens plus permissif.

## Décisions de la Cour constitutionnelle

### Décisions portant sur la liberté d'affichage
- Décision n° 1 de 1956

### Direction d'un périodique
- Décision n° 98 de 1968

### Décisions sur la «liberté d'antenne»
- Décision n ° 59 de 1960 sur Les questions de constitutionnalité sont infondées car les ondes n'admettent d'un petit nombre de chaînes.
- Décision n° 225 de 1974 Illégitimité partielle des règles « postales », mais légitimité substantielle du monopole via les ondes.
- Décision n° 226 de 1974 Illégitimité du monopole du câble et donc sa libéralisation.
- Décision n° 1 de 1976 Recours manifestement infondés.
- Décision n° 202 de 1976 On ne peut pas invoquer la rareté des fréquences pour ce qui concerne les émissions locales.
- Décision no 420 de 1994
- Décision n° 466 de 2002

### Version originale (italien)
1. ↑  Parte I : Diritti e doveri dei cittadini ; Titolo I : Rapporti civili

### Sources
1. ↑  (it) Associazione articolo 21, Origine del nome : Si era nel momento del referendum sull'articolo 18 dello Statuto dei Lavoratori e articolo 18 senza ulteriori specificazioni aveva assunto un ben preciso connotato. I fondatori dell'associazione vollero espressamente ricalcare tale esperienza per dare un significato pregnante all'espressione "Articolo 21" .
2. ↑  (it) Associazione articolo 21, Chi Siamo
3. ↑  (it) Congresso Associazione Articolo 21, Biagi Prodi (www.podcastdirectory.com)
4. ↑  (it) Presidente Bertinotti, Comunicato stampa [4]
5. ↑  Constitution de la Suisse, lire en ligne sur le site officiel
6. ↑  (it) « Articolo 21 », La Costituzione, sur le site du Sénat (consulté le 8 mars 2014)
7. ↑  « Constitution de la République italienne » [PDF], sur le site du Sénat (consulté le 8 mars 2014)
8. ↑  (it) Internet, Intervista al sottosegretario
9. ↑  (it) Internet, Nuova intervista al sottosegretario [11]
10. ↑  (it) Questioni di incostituzionalità Decreto Urbani, Interlex